# ヴィパッサナー瞑想
ヴィパッサナー瞑想（ヴィパッサナーめいそう、巴: vipassanā-bhāvanā）は、ナーマ（こころのはたらき、漢訳: 名〔みょう〕）とルーパ（物質、漢訳: 色〔しき〕）を観察することによって、仏教において真理とされる無常・苦・無我を洞察する瞑想（バーヴァナー）である。アメリカでは仏教色を排した実践もあり、インサイトメディテーションとも呼ばれる。
ヴィパッサナー（巴: vipassanā, ウィパッサナーとも）は「観察する」を意味する。また、ヴィパッサナー（巴: vi-passanā）とは「分けて観る」、「物事をあるがままに見る」という意味である。

## サマタ瞑想とヴィパッサナー瞑想
仏教において瞑想（漢訳「止観」）を、サマタ瞑想（止行）と、ヴィパッサナー瞑想（観行）とに分ける見方がある。サマタ瞑想は精神集中であり、高ぶった心を鎮める手段でもある。ヴィパッサナー瞑想は洞察（智慧）であり、沈み込んだ心を活気づける手段でもある。通常、ヴィパッサナー瞑想とサマタ瞑想はペアで修習される。ヴィパッサナー瞑想とサマタ瞑想は包摂概念でもあり、様々な瞑想状態もしくは瞑想法は、このどちらかか、あるいは両方に含まれる。
一般に仏教においては、集中力を育てるサマタ瞑想（巴: samathabhāvanā）と、物事をあるがままに観察するヴィパッサナー瞑想（巴: vipassanā-bhāvanā）とが双修され、この点は南伝仏教でも北伝仏教でも変わらない。
伝統的に上座部仏教においては、サマタ瞑想を先に修行して、それからヴィパッサナー瞑想へと進むという階梯がとられてきた。ヴィパッサナー瞑想を行なうためには少なくとも第一禅定（最高で第四禅定）に入っている必要があるとされ、そのためにはサマタ瞑想を行なわねばならないのである。
これに対し、最初からヴィパッサナー瞑想のみを中心に修行するという道も、少数派ながら古くから存在した。これは、ヴィパッサナー瞑想を行うことによって、自然に第一禅定がもたらされるという事実に基づいている。またより重要な問題点として、サマタ瞑想にあまり重点を置きすぎると、それによってもたらされる三昧の快楽に耽ってしまいがちであり、なかなか悟りが開けないという点も指摘される。ブッダの悟りは、あくまでもヴィパッサナー瞑想によって開かれたとする観点による。
スリランカ・東南アジアの上座仏教では、止は普通のお寺に住んでいる比丘たちが行う瞑想法で、心を鎮めるものであり、観は止よりずっと高度であり、諸行無常・諸法無我・一切皆苦という仏教的真理を洞察して、涅槃寂静に達しようとするものであるとされている。これは伝統的に、森林にこもって瞑想に専念する森林僧が行うものである。

## 歴史

### 現代
現代のヴィパッサナー瞑想は、比丘であるレディ・サヤドー（1846年 - 1923年）から伝えられたミャンマー上座仏教の伝統的なヴィパッサナー瞑想法が、サヤ・テッ・ジ（1873年 - 1945年）によって在家の瞑想法として確立されたものである。在家者用に、時間がかかるサマタ瞑想の修行を省略し、最初からヴィパッサナー瞑想のみを修行していく方法がサヤ・テッ・ジによって確立され、サヤジ・ウ・バ・キンを経てサティア・ナラヤン・ゴエンカに受け継がれた。彼らやマハーシ・サヤドーらの在家瞑想者や出家によって普及され、組織も作られた。ミャンマーを中心としたスリランカやタイなどの上座部仏教圏だけでなく、欧米にも紹介されている。
在家のためのヴィパッサナー瞑想は、ゴエンカが偏頭痛による麻薬への依存から立ち直ったという体験を持っていることもあり、依存症から立ち直って健康を取り戻すための技法という実用的な側面も当初から持っていた。ヒンドゥー教由来の超越瞑想とともに補完・代替医療の一つとして心身への影響が研究されており、様々なストレスに悩む現代人の心をいやすヒーリング（癒し）としても行われている。金沢大学の島岩は、瞑想を通して心身と宇宙が共に振動であり、その意味で自己と宇宙が通じているとありありと実感できるという点が、近年の反合理主義的宗教運動に惹かれる人々の心性に訴えかけるところがあり、先進諸国の人々にとっても大きな魅力になっていると指摘している。

#### ミャンマー
在家の瞑想法としてのヴィパッサナー瞑想の系譜は、ミャンマーのサヤ・テッ・ジにさかのぼることができる。彼は、23歳の時に瞑想をはじめ、そののちコレラで子供を亡くし、その悲しみからの救いを求めて各地をさまよい、レディ・サヤドー比丘の下で7年の瞑想修行を行った。1914年からアーナーパーナ瞑想（数息観）とヴィパッサナー瞑想の指導を始め、弟子が集まるようになったが、僧院で正式に仏教を学んだことはほとんどなかったため、仏法を説くというより瞑想家の道に専念し、実践的な瞑想家として知られた。
その弟子でミャンマー政府で働いていたサヤジ・ウ・バ・キン（1899年 － 1971年）は、1941年にはウェブ・サヤドー比丘と出会い、すすめられて瞑想を教えるようになった。仕事の傍ら1950年に経理局ヴィパッサナー協会を、1952年には国際瞑想センターを創設し、ミャンマー仏教会議連動の理事、瞑想実践委員会議長として活躍した。
ヒンドゥー教徒のインド系移民としてミャンマーの裕福な家庭に育ったサティア・ナラヤン・ゴエンカは、20代半ばに実業家として成功したが、偏頭痛に悩まされてモルヒネに頼るようになり、中毒になる前に治療しようと欧米、日本に治療に行くが完治せず、1955年に友人の勧めでウ・バ・キンの下で瞑想を行い、心が浄化されるとともに病気が全快するという体験をした。14年間ウ・バ・キンの下で瞑想に励み、のちにインドに渡った。ゴエンカの思想の大部分は上座仏教の伝統に沿っている。ゴエンカが設立した瞑想センターで行われる10日間の瞑想コースでは、夕方毎日ゴエンカの説教テープが流されるが、その内容は基本的には四諦、八正道、四法印、三学といった伝統的な上座部仏教の教義をわかりやすく説いたものである。
島岩は、ゴエンカの瞑想コースの過程には伝統的な上座仏教とは異なる特徴があると述べ、「涅槃寂静に達する技法というよりむしろ日常生活をよりよく生きる技法だとされている点」と、「心身と宇宙をすべて振動(ヴァイブレーション）ととらえている点」を指摘している。彼の独自性は、これまで伝統的に行われてきた出家の比丘が森林にこもって瞑想して涅槃寂静を目指すという形ではなく、人間仏陀の説いた合理的な技法であり、在家の一般人が日常生活をよりよく送るための実用的な「生き方の技法」としてヴィパッサナー瞑想をおもに広めているという点であろうと述べている。また現代のゴエンカの系統では、パーリ大蔵経の出版を熱心に行っており、仏教近代改革運動で提示された仏教観が色濃く認められるという。
ゴエンカの10日間の瞑想コースでは、まず3日間呼吸に基づく瞑想法であるアーナーパーナ瞑想（数息観）だけを行い、その次にヴィパッサナー瞑想の指導が行われ、最後近くの10日目には慈悲の瞑想（慈愛の瞑想、メッター・バーヴァナー）が指導される。

#### インド
ウ・バ・キンは、インドからミャンマーに仏教を通して伝わったヴィパッサナー瞑想を、仏教がすでに滅びてしまっているインドに返したいと願い、ウ・バ・キンの弟子ゴエンカによってインドに持ち込まれた。ゴエンカはインドにわたって、ボンベイなどで瞑想コースを行い、1976年にマハーラーシュトラ州北部のナースィク市郊外イガトプリ村にヴィパッサナー国際瞑想アカデミーを設立した。ゴエンカによる10日間の瞑想コースは、拘束時間が比較的長いにもかかわらず、参加者は5万人を超えている。2000年時点では参加費は原則無料であり、経済状態や満足度に応じて寄付を払う。
インドの経済発展で成立してきた中産階級、ホワイトカラーの人々に支持されており、参加者にはヒンドゥー教徒も多い。島岩は、心身を癒し現実で成功するための技法であることを強調する点に、都市化に対応する形で変容した仏教という側面が強く認められると指摘している。瞑想センターは1996年時点でインドに6、アメリカに3、オーストラリアに2、ネパール・ニュージーランド・イギリス・フランス・日本に各1など、世界で259ヵ所が開設されている。

#### 日本
日本においては江戸時代以前に伝来した仏教は中国経由であったため、大乗仏教以外は流布しなかった。それらの瞑想法としては、真言宗の阿字観、天台宗の止観や、臨済宗や曹洞宗の坐禅などが長らく主流であった。そのため近代になっても、欧米と異なり、この（上座部仏教起源の）「現代ヴィパッサナー瞑想」はなかなか普及しなかったが、90年代以降日本ヴィパッサナー協会（ゴエンカ系）、日本テーラワーダ仏教協会（マハシ系）、グリーンヒル瞑想研究所(マハシ系）等によって指導、紹介されている。
また、サマタ瞑想を重視し、「ヴィスッディマッガ（清浄道論）」に紹介されたサマタ瞑想をすべて修習することをうたう、ミャンマーのパオ・セヤドーの教えを基にした「パオ・メソッド」と呼ばれる流派も注目を浴びつつある。この系統の指導者としてパオ・セヤドー以外に日本で活動している人にはクムダ･セヤドがおり、他にも女性の指導者ディーパンカラ・サヤレーもいる。日本人では山下良道（スダンマチャーラ比丘）、水源徳性(ボーディパンニャーグニカ比丘)、智鐘聖耀（ウ・アッセイナ比丘）、マハーカルナーがパオ系の全コースを修習したと称している。
2013年には、パオ森林僧院日本道場が設立されたとされる。同道場ではマハーカルナーが指導者を務めていた。その後、2016年11月時点でパオ森林僧院日本道場は公式サイトの名称を「マハーカルナー法友会」に変更し、同時にパオ・セヤドーやパオ森林僧院に関するページ・記述の全てをサイト内から削除している。また、2018年1月にマハーカルナーは、マハーカルナー傳修院の「原始仏教トーク #46」にて、パオ森林僧院日本道場の設立は自身が意図したことではない旨を述べた（詳細はマハーカルナーを参照）。
近年になると、タイのヴィパッサナー瞑想である、ルアンポー・ティアン考案のチャルーン・サティ（マハー・サティ瞑想）もプラユキ・ナラテボーらによって紹介され始めて来た。

## 方法
さまざまな流儀のものが存在するが、共通するのは「今という瞬間に完全に注意を集中する」ということである。何をしていても「今・ここの自分」に気づいていく。この「気づき」（巴: sati, サティ、梵: smṛti, スムリティ、英: mindfulness、漢語「念」）が、この瞑想のもっとも大切な技術である（したがって、「気づきの瞑想」とも呼ばれることがある）。このようにして自分を客観的によく観ていく実践によって、心を成長させることを目指すのである。
また、特にマハシ系では、「気づき」を言葉によって確認（「ラベリング」）し、「実況中継」していくという方法がとられる。ヴィパッサナー瞑想に入る前に、「慈悲の瞑想」がサマタ瞑想として行なわれる。
ゴエンカ系ではヴィパッサナーに入る前段階として、集中力（定）を養うことを目的に、「アーナーパーナ・サティ」（安般念）と呼ばれるサマタ瞑想の一つをまず練習する。「アーナーパーナサティ」（安般念）を重視する思想はパオ系においても同じである。これら二派においては、マハシ系のような言葉による「ラベリング」は行われない。
座る瞑想では特に呼吸に集中することが基本となる。この点は、北伝仏教でも広く用いられる「数息観」と大きな違いはないとも言えるが、数息観とは、あくまで「アーナーパーナサティ」（安般念）の一部であって、二つを同一視することはできない。呼吸に集中することに関しては、南伝仏教の教義の枠内においても、「サマタ瞑想」と大きく区別されるわけではないという点が指摘されている。

## 関連文献

### 伝統仏典
所依の経典としてよく参照されるのは、南伝『パーリ仏典』長部（ディーガ・ニカーヤ）の
- 『大念処経』（大念住経、長部第22）

や、中部（マッジマ・ニカーヤ）の
- 『念処経』（四念処経、中部第10経）
- 『入出息念経』（安那般那念経、中部第118経）

などがある。
また上座部仏教における最大の実践指南書として、ブッダゴーサの『清浄道論』（ヴィスッディマッガ）もたびたび参照にされる。

### 現代の文献
スリランカ関係者によるもの
- アルボムッレ・スマナサーラ『自分を変える気づきの瞑想法』　サンガ、2011年
- アルボムッレ・スマナサーラ『ヴィパッサナー瞑想図解実践: 自分を変える気づきの瞑想法【決定版】』サンガ新社、2023年7月。ISBN 978-4-910770-51-2。
- バンテ（英語版）・ヘーネポラ・グナラタナ（英語版）『マインドフルネス――気づきの瞑想』　サンガ、2012年

ミャンマー関係者によるもの
- 天野和公『ミャンマーで尼になりました』　イースト・プレス、2013年
- ウィリアム・ハート 『ゴエンカ氏のヴィパッサナー瞑想入門―豊かな人生の技法』（春秋社、1999年） ISBN 978-4393132845
- マハーシ長老 『ミャンマーの瞑想――ヴィパッサナーの観法』　アルマット、2011年 ISBN 9784877315931
- 井上ウィマラ『呼吸による気づきの教え―パーリ原典「アーナーパーナサティ・スッタ」詳解』 (佼成出版社、 2005年)　ISBN 978-4333021697
- 地橋秀雄 『ブッダの瞑想法――ヴィパッサナー瞑想の理論と実践』（春秋社、2006年）　ISBN 978-4393710579
- 山下良道『青空としてのわたし』　幻冬舎、2014年
- 藤田一照・山下良道・永井均『〈仏教3.0〉を哲学する』　春秋社、2016年

タイ関係者によるもの
- アーチャン・チャー（英語版）『手放す生き方――タイの森の僧侶に学ぶ「気づき」の瞑想実践』　サンガ、サンガ文庫、2012年
- ラリー・ローゼンバーグ 『呼吸による癒し―実践ヴィパッサナー瞑想』（春秋社、2001年） ISBN 978-4393364062[注釈 5]
- プラユキ・ナラテボー『「気づきの瞑想」を生きる――タイで出家した日本人僧の物語』　佼成出版社、2009年
- カンポン・トーンブンヌム『「気づきの瞑想」で得た苦しまない生き方』　佼成出版社、2007年

心理学者・医療者・哲学者らによる著作
- ジョン・カバット・ジン『マインドフルネスストレス低減法』　北大路書房、2007年
- マーク・エプスタイン（英語版）『ブッダのサイコセラピー――心理療法と“空”の出会い』　春秋社、2009年
- リック・ハンソン『脳を鍛えてブッダになる52の方法――ハーバード大学神経心理学者が教えるブッダの智恵をもたらす脳トレーニング』　サンガ、2014年
- 永井均・香山リカ　「特別対談　ヴィパッサナー瞑想を哲学する」『サンガジャパン Vol.17』、サンガ、2014年5月
- 永井均『存在と時間　哲学探求1』　文藝春秋、2016年3月、pp.100-106

その他
- 小池龍之介『「自分」を浄化する坐禅入門』　PHP研究所、PHP文庫、2014年
- 島岩・坂田貞二 編 『聖者たちのインド』春秋社、2000年
- 想田和弘「なぜ僕は瞑想するのか -ヴィパッサナー瞑想体験記」集英社、2021年
- むそうたかし「ほとけの乙女　ミャンマーの仏塔・寺院と少女たち」雷鳥社、2024年